# Hans von Dach
Hans von Dach (1927-2003) est un théoricien militaire suisse du temps de la guerre froide.
Il est l'auteur de l'influent manuel en sept volumes de 1957 sur la guerre de guérilla Total Resistance (Der totale Widerstand: Eine Kleinkriegsanleitung für Jedermann), qui a fait de lui le théoricien tactique suisse le plus connu à l'échelle internationale.

## Biographie
Von Dach, un Bernois, a été employé de 1970 à 1980 dans la division formation du Département suisse de la défense. Son accent sur la guerre irrégulière à grande échelle n'était pas partagé par les hauts dirigeants de l'armée, qui préféraient concentrer les efforts de défense de la guerre froide de la Suisse sur des tactiques et des équipements conventionnels d'armes combinées. Par conséquent, ses opinions n'ont eu aucune influence sur la stratégie de l'armée.
Malgré le large lectorat trouvé par Total Resistance, von Dach n'a pas été promu au-delà du rang relativement subalterne de major, qu'il a atteint en 1963, bien avant sa retraite en 1988. C'était peut-être pour que l'Armée suisse puisse décliner plus facilement toute responsabilité de ses écrits, critiqués comme prônant une conduite contraire aux lois de la guerre. En 1974, le chef d'état-major général a opposé son véto à la publication de Total Resistance, alors très populaire parmi les officiers, en tant que manuel de l'armée en partie à cause de ces préoccupations. Von Dach les a contredit car croyant que l'Union soviétique, qu'il considérait comme la force d'occupation la plus probable pendant la guerre froide, n'aurait en aucun cas égard à la légalité de la guerre. Il a bénéficié d'un soutien tacite pour son travail d'auteur de la part de ses supérieurs militaires, la menace implicitant d'un effort soutenu de guérilla défensive représenté par ses écrits était considérée comme contribuant à la stratégie globale de défense suisse de dissuasion.
En plus de Total Resistance , von Dach est l'auteur de plus d'une centaine de publications sur la tactique y compris des manuels de l'armée, des articles de revues de défense et des livres. Dessinateur doué, il a illustré nombre de ses propres œuvres.
Dans sa vie privée, von Dach était engagé dans le travail social pour les sans-abri en tant que membre de l'Armée du salut.

## Publications
- Total Resistance: Swiss Army Guide to Guerrilla Warfare and Underground Operations, Boulder, Colorado: Paladin Press, 1965.
- Gefechtstechnik, 1958.
- Kampfbeispiele, 1977.
- Kampfverfahren der Verteidigung, 1959.